# Cartagena (stacja kolejowa)
Cartagena – stacja kolejowa w Kartagenie, we wspólnocie autonomicznej Murcja, w Hiszpanii. Jest stacją końcową dla wszystkich pociągów.
Leży na linii L-1 Media Distancia de Renfe i pociągów Talgo, Altaria.

## Połączenia
- Barcelona Sants
- Madryt
- Murcia del Carmen
- Walencja